# Баскетбол на летней Универсиаде 1997
Баскетбольный турнир на летней Универсиаде 1997 проходил на Сицилии с 20 по 31 августа 1997 года. Соревнования проводились среди мужских и женских сборных команд.
Победителями Универсиады стали мужская и женская сборные США.

## Медальный зачёт
| Место | Страна   | Золото | Серебро | Бронза | Всего |
| ----- | -------- | ------ | ------- | ------ | ----- |
| 1     | США      | 2      | 0       | 0      | 2     |
| 2-3   | Канада   | 0      | 1       | 0      | 1     |
| 2-3   | Куба     | 0      | 1       | 0      | 1     |
| 4-5   | Чехия    | 0      | 0       | 1      | 1     |
| 4-5   | Бразилия | 0      | 0       | 1      | 1     |

## Медалисты
|         | Золото | Серебро | Бронза |
| Мужчины | США · Эрл Бойкинс · Кори Брюэр · Грег Бакнер · Брайс Дрю · Джерри Хестер · Скотт Паджетт · Майкл Раффин · Энсу Сесэй · Брайан Скиннер · Кёртис Стэплс · Кенни Томас · Лорен Вудс · Тренер — Джим Молинари                     | Канада · Хеннсси Ориантал · Тим Беккетт · Джейми Кэммерт · Титус Чаннер · Дэвид Даниэлс · Грег Фрэнсис · Брендан Грэйвис · Эрик Хинричсен · Кевин Джобити · Брайан Леонард · Дэйв Морган · Шон Свордс · Тренер — Майк Катц | Бразилия · |
| Женщины | США · Лакейша Фретт · Эми Херриг · Кедра Холланд-Корн · Шэннон Джонсон · Делиша Милтон-Джонс · Бет Морган · Энджи Поттхофф · Никеша Сейлз · Олимпия Скотт · Кристи Смит · Кейт Старбёрд · Кара Уолтерс · Тренер — Джим Фостер | Куба · Лихет Кастильо · Дейси Гарсия · Кариола Хечеваррия · Г. Эрнандес · Гризель Эррера · Ямиле Мартинес · Якелин Плутин · Ядилетси Риос · Таня Сейно · Юлисени Сория · Таймара Суэро · Лисдейви Викторес                 | Чехия · Люси Аммерова · Вероника Бортелова · Андреа Брабенцова · Люси Гусакова · Габриела Яндова · Мирка Ярховска · Клара Креузова · Мартина Пехова · Петра Прохазкова · Камила Водичкова · Вацлава Войтова |